# Асертивност
Асертивност је понашање које карактерише самоуверена комуникација свесна сопствених права и вредности.

## Појам
Појам Асертивност је преузет из енглеског језика и потиче од две речи:
- To assert, v (глагол) = изјавити, изнети (мишљење), бранити ...
- Assertive, adj (придев) = упоран, самосвестан, самопоуздан

Асертивност подразумева исказивање мисли, осећања и уверења на директан, искрен и социјално прихватљив начин уз уважавање права других људи.
Асертивно понашање карактерише самопоштовање које је једнако поштовању права и вредности друге особе.
Асертивна особа заузима животну позицију Ја вредим, Ти вредиш. Она поштује туђе мишљење и ставове али то НЕ ЗНАЧИ да се слаже са њима. Асертивним понашањем она чува своје границе и достојанство у ситуацијама када реално постоји реална опасност да буде изманипулисана.
Асертивност и асертивна комуникација су врста комуникације  која  вам у непријатним ситуацијама са људима може много помоћи. Асертивно понашање је изузетно корисно када желите да се заузмете за себе и своја права, а при том не повредите друге. Тада се особа   осећа  добро зато што се заузела  за себе, зато што је успела да комуницира на начин који је задовољавајући, и то наравно гради и негује самопоуздање. Асертивност се као и свака друга вештина учи кроз праксу.
Асертивност не подразумева само начин понашања већ и то како се особа осећа. Одсуство осећаја кривице и страха и осећај да се поступа исправно, чине емоционалну компоненту асертивности.

## Предност асертивности
Људи поседују више контроле над собом јер се сматра да jе оваквом позицијом комуникација слободнија од уобичајених начина који се одликују агресијом или повлачењем.

## Асертивна права
Асертивна права произилазе из постојања самог човека као хуманог бића. То су универзална људска права која су независна од пола, националности, боје коже и религијских уверења. Сваки човек, само зато што је човек има право на њих! Њихова примена важна је за очување самопоштовања и поштовања других.
Основна асертивна права су:
- имате право да доносите суд о сопственом понашању, мислима и осећањима и да преузмете одговорност за њихово покретање и последице по себе;
- имате право да не дајете разлоге или изговоре да бисте оправдали своје понашање;
- имате право да процените да ли сте одговорни за налажење решења туђих проблема;
- имате право да промените мишљење;
- имате право да правите грешке – и да будете одговорни за њих;
- имате право да кажете: „Не знам”;
- имате право да не зависите од наклоности других људи
- имате право да будете нелогични у доношењу одлука.;
- имате право да кажете: „Не разумем”;
- имате право да кажете: „Не тиче ме се”

## Карактеристике
Карактеристике асертивног понашања су:
- активно слушање
- поштовање другога
- јасно и конкретно изражавање
- прихватање одговорности за своје речи и дела
- спремност да се извини и да похвали
- упућивање критике уз уважавање личности
- прилагођена невербална комуникација
- толеранција непријатности

Карактеристике асертивних људи:
- поштују себе, своје време и енергију
- знају да санирају стрес
- имају поверење у себе и у друге
- деескалирају ситуацију
- отворени су за сарадњу и нова решења
- чешће од других добијају оно што желе